# جورج جونسون (سياسي أسترالي)
جورج جونسون (بالإنجليزية: George Johnson)‏ هو سياسي أسترالي، ولد في 9 نوفمبر 1811 في المملكة المتحدة، وتوفي في 22 فبراير 1902 في أستراليا. انتخب عضو الجمعية التشريعية فيكتوريا عن دائرة Electoral district of Kyneton Boroughs ‏ (نوفمبر 1856 – أغسطس 1859).